# Jurjen Hempel
Jurjen Hempel (* 1961) ist ein niederländischer Dirigent.

## Leben und Wirken
Hempel studierte Orchesterleitung bei David Porcelijn und Kenneth Montgomery am Konservatorium von Utrecht und war zugleich Assistent von Edo de Waart, Hans Vonk und David Robertson. 1990 erhielt er sein Diplom und wurde zum Professor für Dirigieren berufen. Er setzte seine Ausbildung bei Péter Eötvös in Ungarn fort und besuchte Meisterklassen von Bernard Haitink und Lorin Maazel in Tanglewood. 
1989 debütierte Hempel als Dirigent mit dem Philharmonischen Orchester des Niederländischen Rundfunks und mit dem Niederländischen Radio-Sinfonieorchester. 1996 erhielt er den dritten Platz beim Sibelius-Dirigentenwettbewerb. 1996–97 war er Assistent von Valery Gergiev beim Philharmonischen Orchester Rotterdam. 1997 debütierte er als Dirigent des Concertgebouw-Orchester. 
Er arbeitete mit Ensembles, die sich der zeitgenössischen Musik widmen wie dem Asko Ensemble, dem Nieuw Ensemble, dem Ensemble Contrechamps, dem Schönberg Ensemble und dem Orkest De Volharding. Er unternahm als erster Dirigent mit dem Orkest De Volharding Tourneen durch Deutschland, Frankreich, Russland und den USA.
Zwischen 2000 und 2002 debütierte er beim BBC Symphony Orchestra, dem Orchestre Philharmonique de Liège, dem Orquestra Nacional do Porto, dem Orchestra del Teatro Comunale di Bologna und beim Sinfonieorchester Basel. 2005 wurde er musikalischer Direktor des Basler Ensembles Contrechamps. Im gleichen Jahr trat er bei dem Proms in der Royal Albert Hall mit dem BBC Symphony Orchestra auf.

## Diskografie
- Orkest De Volharding: Hex, 1992–1993
- Louis Andriessen: De Stijl (Schönberg Ensemble, R. de Leeuw)/M is for Man, Music, Mozart mit dem Orkest De Volharding, 1994
- Otto Ketting: Het Oponthoud mit dem Orkest De Volharding, 1995
- Julius Röntgen: Piano Concerto in D major, op.18 (1879) und 2 Concertos for Piano and Orchestra (1929–1930) mit dem Orkest van het Oosten und Folke Nauta, 1996
- Michael Torke: Overnight Mail mit dem Orkest De Volharding, 1997
- Cornelis de Bondt: La fine d'una lunga giornata mit dem Orkest De Volharding, 1998
- JacobTV: Rainbow
- Anton Bruckner: Symphony No. 8 mit dem Nederlandse Studentenorkest, 1999
- Dutch Masters mit dem Orkest De Volharding
- Dmitri Shostakovich: Symphony No. 5 mit dem Symfonieorkest HKU, 2001
- Dimitri Shostakovich: Symphony No. 9 mit dem Jeugd Orkest Nederland, 2001
- Pyotr Ilyich Tchaikovsky: Symphony No. 5 mit dem Jeugd Orkest Nederland, 2002
- Carl Czerny: Symphony No. 1 in C minor, op.780 mit dem Ulster Orchestra, 2002
- Johan de Meij: Symphony No. 2 'The Big Apple, John Adams: Slonimsky's Earbox mit dem North Netherlands Symphony Orchestra, 2002
- Igor Stravinsky: Le sacre du printemps mit dem Nederlands Studenten Orkest, 2003
- Johan de Meij: Symphony No. 1 ‚Lord of the Rings‘ mit dem Noord Nederlands Orkest, 2005
- Warp Works & Twentieth Century Masters mit der London Sinfonietta
- Brian Ferneyhough: Shadowtime mit Nicolas Hodges und Mats Scheidegger, dem Nieuw Ensemble und den Neuen Vocalsolisten Stuttgart, 2005
- Gustav Mahler: Symphony No. 4 mit dem Youth Orchestra of The Netherlands und Claron McFadden, 2006
- Gustav Mahler: Symphony No. 5 mit dem Nederlands Studenten Orkest, 2007